# خلية دانيال

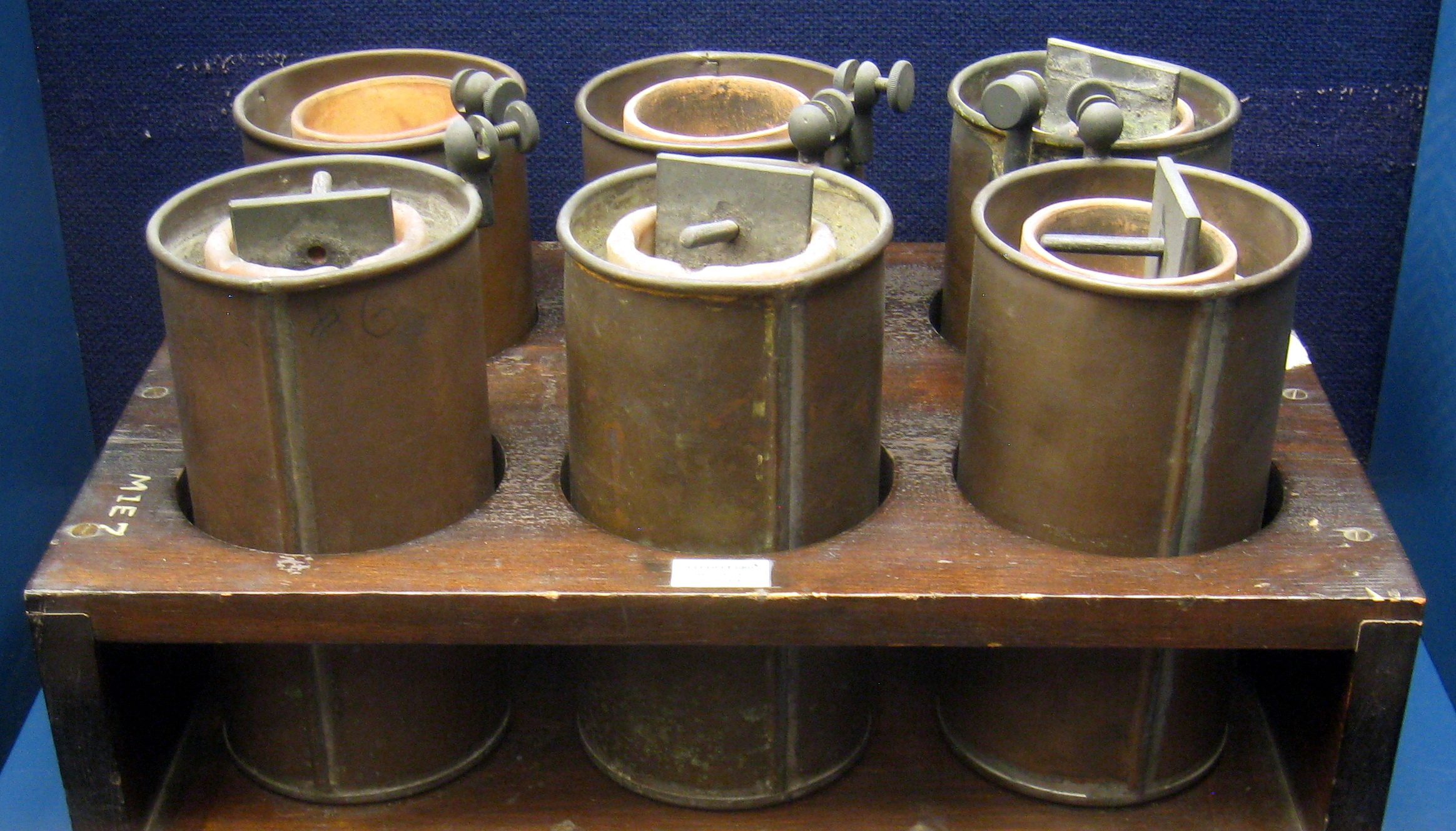
خلية دانيال 1836.

خلية دانيال (بالإنجليزية: Daniell Cell)‏ هي نوع من الخلايا الكهروكيميائية التي تحول الطاقة الكيميائية إلى طاقة كهربائية، تتكون من ربط قطبين مختلفين هما قطب الخارصين (الانود) مغمور بمحلول كبريتات الخارصين وقطب النحاس (الكاثود) مغمور في محلول كبريتات النحاس، يصل بين محلوليهما جسر ملحي وهو عبارة عن انبوبة زجاجية تحتوي على محلول الكتروليتي لايتغير كيميائياً أثناء العمل ويساعد على انتقال الأيونات بين المحلولين ويكون مثبتا في الانبوبة بمادة صمغية طبيعية هي الأكار.

رسم توضيحي، يوضح خلية دانيال وكيفية أنتقال الأيونات بين الأقطاب.

## التفاعل
Zn(s) → Zn2+(aq) + 2e−
Cu2+(aq) + 2e− → Cu(s
(Zn(s) + Cu2+(aq) → Zn2+(aq) + Cu(s

## اقرأ أيضا
- بطارية الرصاص
- مركم
- بطارية السيارة
- خلية جلفانية
- بطارية